# Streptocarpus hilsenbergii
Streptocarpus hilsenbergii är en tvåhjärtbladig växtart som beskrevs av R. Brown. Streptocarpus hilsenbergii ingår i släktet Streptocarpus och familjen Gesneriaceae.

## Underarter
Arten delas in i följande underarter:
- S. h. angustifolius
- S. h. hilsenbergii